# 克莱古
克莱古（法語：Clergoux，法語發音：[klɛʁɡu]）是法国科雷兹省的一个市镇，位于该省中部，属于蒂勒区。

## 地理
克莱古（45°16'43"N, 1°58'21"E）面积16.11 平方千米，位于法国新阿基坦大区科雷兹省，该省份为法国中南部省份，北起上维埃纳省和克勒兹省，西接多爾多涅省，南至洛特省，东临多姆山省和康塔爾省。
与克莱古接壤的市镇（或旧市镇、城区）包括：尚帕尼亚克-拉诺阿耶、埃斯帕尼亚克、埃兰、圣马夏尔德日梅勒、圣帕尔杜-拉克鲁瓦西耶。

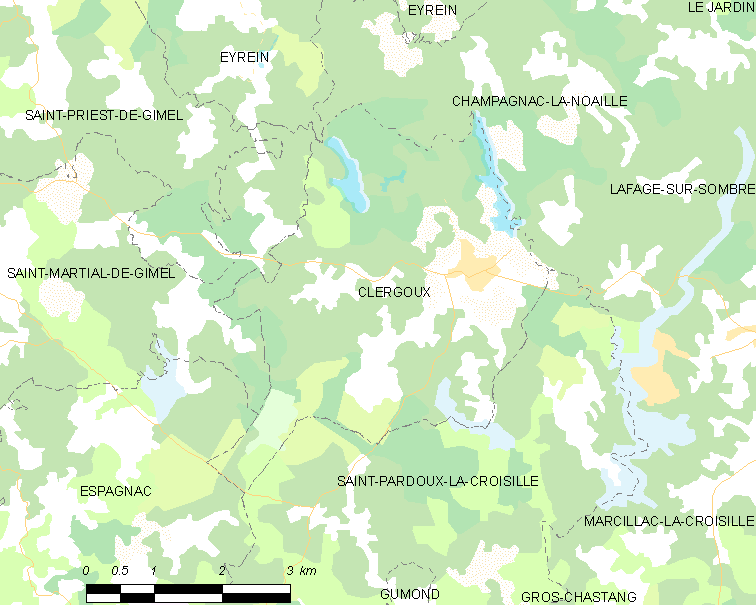
克莱古的OSM定位图

克莱古的时区为UTC+01:00、UTC+02:00（夏令时）。

## 行政
克莱古的邮政编码为19320，INSEE市镇编码为19056。

## 政治
克莱古所属的省级选区为圣福蒂纳德县。

## 人口

1962-2008年间克莱古人口变化图示

克莱古于2022年1月1日时的人口数量为411人。